# Präfekturuniversität für Pflegewissenschaft Nagano

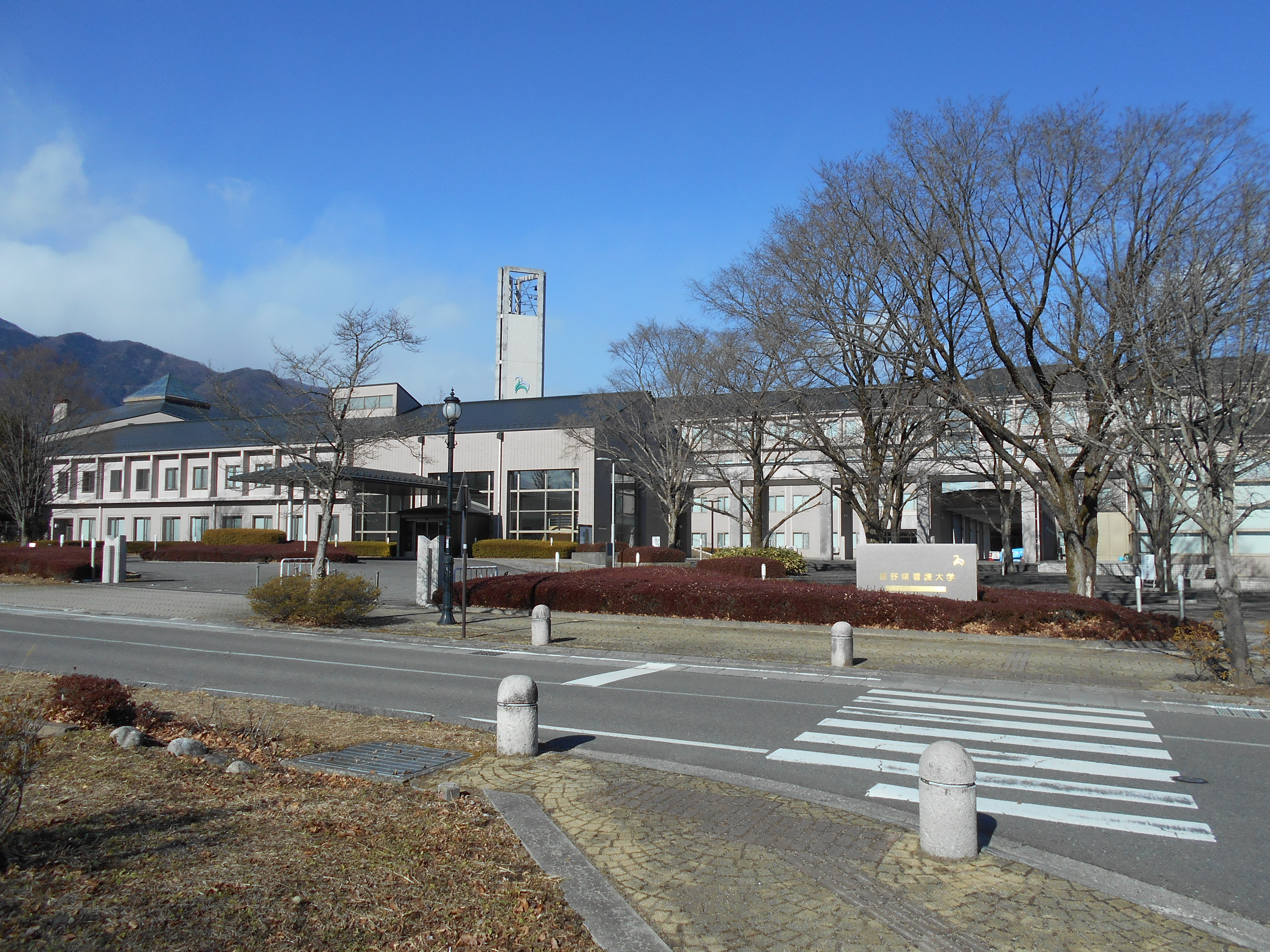
Haupteingang (2017)

Die Präfekturuniversität für Pflegewissenschaft Nagano (japanisch 長野県看護大学 Nagano-ken kango daigaku; engl. Nagano College of Nursing, kurz: NCN) ist eine öffentliche Universität in Komagane in der Präfektur Nagano (Japan).
Die Universität wurde 1995 gegründet. 1999 richtete sie die Graduiertenschule (Masterstudiengang) ein, 2001 dann den Doktorkurs.

## Fakultäten
- Fakultät für Pflegewissenschaft